# Den afskyelige doktor Jarivarius og hans modbydelige dværg med hugtænderne
Den afskyelige doktor Jarivarius og hans modbydelige dværg med hugtænderne er et absurd radiodrama af den danske dramatiker Finn Methling. Det blev sendt på Danmarks Radio i 1999. Radiodramaet er instrueret af Palle Kjærulff-Schmidt.

## Handling
I det "uhyggeligt" irgrønne tårn ved Kultorvet i København bor heksemesteren og troldmanden Joakim Jarivarius (Peter Schrøder) med sin elev og tjener, den pukkelryggede, enøjede og halte dværg Rasmus Pedersen (Søren Sætter-Lassen). På Jarivarius' ordre går Rasmus hver nat rundt i det københavnske natteliv for at overfalde og bedøve uskyldige mennesker med sine giftige hugtænder for senere at bortoperere deres hjerner og hjerter og kaste disse i Stadsgraven ved Christianshavn.
Disse hændelser bliver kendt af chefen for Politiets Efterretningstjeneste, Sofie Sonnenschein-Mutterlust (Helle Hertz), og politiløjtnant Viktor Rebæk-Sørensen (Peter Mygind), der nærer mistanke til Jarivarius og hans dværg Rasmus. De beslutter at storme tårnet ved Kultorvet, men Jarivarius og Rasmus når at flygte i tårnet, der viser sig at være en raket. Jarivarius og Rasmus sætter kursen mod Sonnenschein-Mutterlusts forældres gård i Bullerup på Fyn for at tage dem som gidsler.
Imens vender Sonnenschein-Mutterlust og Rebæk-Sørensen tilbage til efterretningstjenestens fiktive hovedkvarter i Hvidovre, hvis kuppel i virkeligheden er en flyvende tallerken. De optager forfølgelse i den flyvende tallerken, men Jarivarius og Rasmus har fået et forspring og når at tage Sonnenschein-Mutterlusts forældre til fange. De når dog ikke at skjule dem, før Sonnenschein-Mutterlust og Rebæk-Sørensen når frem i den flyvende tallerken. Der udkæmpes et voldsomt luftslag, som ender med, at Jarivarius og Rasmus hopper ud af tårnet og søger tilflugt i en nærliggende gravhøj. Deres førerløse tårn vender hjem til Kultorvet af sig selv og sætter sig fast, hvor det oprindeligt stod, mens Sonnenschein-Mutterlust og Rebæk-Sørensen fejrer sejren sammen med Sonnenschein-Mutterlusts forældre og nogle af de lokale beboere fra Bullerup og omegn.